# U 548
U 548 war ein U-Boot der deutschen Kriegsmarine, das  im Zweiten Weltkrieg im Nord-, West und Mittelatlantik eingesetzt wurde. Das Boot diente unter anderem als Wetterboot und stieß bis an die amerikanische Ostküste vor. Es wurde auf seiner dritten Unternehmung im Frühjahr 1945 versenkt, wobei alle Besatzungsmitglieder ums Leben kamen.

## Bau und technische Daten
U 548 war ein Boot vom Typ IX C/40 und wurde 1943 von der Deutschen Werft AG in Hamburg-Finkenwerder gebaut. Ein U-Boot dieser Klasse war 78,9 m lang und verdrängte 1120 m³ Wasser. Zwei 2200 PS-starke Diesel gewährleisteten eine Überwassergeschwindigkeit von maximal 18,3 kn, das entspricht 33,9 km/h. Bei Unterwasserfahrt ermöglichten die zwei Elektromotoren eine Geschwindigkeit von 7,3 kn, das sind 13,5 km/h. Der Typ IX C hatte vier Bug- sowie zwei Heck-Torpedorohre und führte 22 Torpedos mit sich. Das Boot wurde am 30. Juni 1943 unter dem Kommando von Oberleutnant zu See Eberhard Zimmermann in Dienst gestellt. Zimmermann war 1937 in die Kriegsmarine eingetreten und hatte zunächst auf dem Zerstörer Z 20 Karl Galster als Wachoffizier gedient. Seine U-Bootausbildung hatte er im Frühjahr 1941 absolviert. Von August 1942 bis Mai 1943 hatte Zimmermann U 351 kommandiert. Auf den Namen seines ersten Kommandanten bezog sich auch das  bootsspezifische Zeichen von U 548, welches das Boot, wie die meisten deutschen U-Boote seiner Zeit, am Turm führte. Es handelte sich um einen Wandergesellen in Zimmermannskluft inklusive Stenz, in einem großen U.

### Einsatz und Geschichte

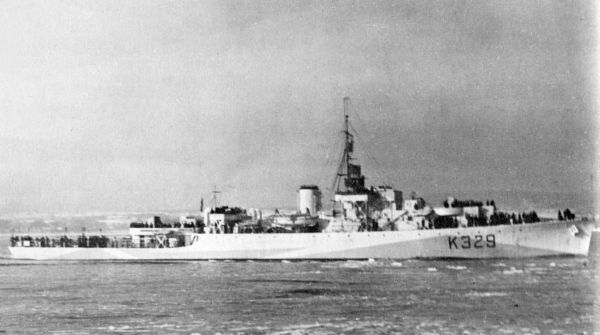
Die HMCS Valleyfield wurde von U 548 versenkt

Am Abend des 6. Mai 1944 lag das Boot inmitten eines Eisschollenfeldes südlich von Avalon auf Sehrohrtiefe abgetaucht, als die Wache einen Schemen in der Dämmerung bemerkte, der als alliiertes Kriegsschiff identifiziert wurde. Kommandant Zimmermann attackierte das Schiff mit einem zielsuchenden T-5-Torpedo, einem sogenannten Zaunkönig. Das gegnerische Schiff zerbrach infolge des Treffers in zwei Teile, die beide innerhalb weniger Minuten sanken. Es handelte sich im die kanadische Fregatte Valleyfield, die zur Sicherungsgruppe des Geleitzugs ON 234 gehörte. Die Geleitschiffe hatten den Konvoi verlassen um sich im Marinestützpunkt St. John’s neu auszurüsten, hierbei fuhren sie in Dwarslinie und hatten auf die Ausbringung von geräuschentwickelnden Schleppboien, sogenannte Foxer oder Cat Gear, die akustisch gesteuerte Torpedos ablenken konnten, verzichtet. Die übrigen kanadischen Schiffe, alles Korvetten, leiteten eine U-Bootjagd ein, die aber erfolglos blieb, da Kommandant Zimmermann sein Boot auf 102 Metern auf Grund legte und die Suche abwartete. 38 Mann der Besatzung der Valleyfield konnten gerettet und nach St. John’s gebracht werden.

### Rückkehr nach Norwegen
U 548 erreichte am 24. Juni 1944 den Marinestützpunkt Lorient, den Stützpunkt der 2. U-Flottille, der das Boot seit  April angehörte. Hier wurde das Boot mit einem Schnorchel nachgerüstet, während Kapitänleutnant Zimmermann und seine Mannschaft auf Heimaturlaub fuhren. Inzwischen hatte mit der erfolgreichen Operation Neptune die Invasion der Normandie begonnen. Bereits Mitte Juni waren fast alle Brücken über die Loire zerstört und der Bahnverkehr im Bereich der deutschen Marinestützpunkte, der bereits vorher durch vermehrte Anschläge der Résistance beeinträchtigt war, kam schließlich völlig zum Erliegen. Als die Arbeiten an U 548 nach 49 Tagen abgeschlossen waren, war es dem Großteil der Besatzung inzwischen nicht gelungen, nach Loirent zurückzukehren. Das Kommando auf U 548 übernahm daher vertretungsweise Kapitänleutnant Günther Pfeffer, der eine provisorisch zusammengestellte Besatzung führte. Kapitänleutnant Pfeffer hatte zuvor U 170 kommandiert, das er auf drei Unternehmungen unter anderem im Mittel- und Südatlantik geführt hatte. U 548 verließ Lorient im Rahmen der Evakuierung der deutschen Streitkräfte als erstes großes Boot und nahm entsprechend zusätzliche Passagiere mit. Als das Boot am 11. August von Lorient unter dem Kommando von Kapitänleutnant Günther Pfeffer auslief, waren 84 Personen an Bord. Das Boot erreichte Norwegen am 25. September 1944. Von hier aus wurde es im Oktober nach Flensburg und schließlich nach Kiel überführt. Das Boot wurde der neubegründeten 33. U-Flottille unterstellt, die speziell für die Koordination der Einsätze der IX C-Boote aufgestellt worden war. Unter dem Kommando von Oberleutnant zur See Erich Krempl fuhr das Boot im Februar des folgenden Jahres zurück nach Norwegen.

## Versenkung
Schließlich lief das Boot am 5. März vom norwegischen Horten zu seiner dritten Unternehmung aus. Kommandant Krempl attackierte  in den folgenden Wochen mehrere Schiffe, von denen er keines versenkte oder beschädigte. Aufgrund dieser Aktivitäten nahm eine alliierte U-Jagdgruppe unter Führung des Geleitzerstörers Buckley die Spur von U 548 auf. Das Boot wurde am 19. April 1945 südöstlich von Halifax durch Wasserbomben der Buckley und der Reuben James versenkt.

## Kommandanten
- Oberleutnant zur See/Kapitänleutnant Eberhard Zimmermann: von der Indienststellung im Juni 1943 bis Februar 1945
  - Kapitänleutnant Günther Pfeffer (i. V.): von August 1944 bis November 1944
- Oberleutnant zur See Erich Krempl: von Februar 1945 bis zur Versenkung im April 1945